# Expansion Draft
Expansion Draft ist ein Begriff aus dem US-amerikanischen Sport und bezeichnet das Verfahren der Ligaaufstockung. Dies geschieht entweder durch die Eröffnung neuer Franchises oder durch die Aufnahme von Mannschaften aus anderen Ligen. Eine Möglichkeit, die neuen Mannschaften mit Spielern zu füllen, ist der Expansion Draft. Die neuen Teams werden auch Expansion Teams genannt. Diese Prozedur gibt es fast ausschließlich in den nordamerikanischen Sportligen. Es bestehen verschiedene Möglichkeiten, dieses Verfahren auszuführen. Im Allgemeinen ist der Ablauf in den verschiedenen Profiligen identisch, es gibt aber Unterschiede in den Details.
In vielen Ligen können die Franchises eine gewisse Anzahl ihrer Spieler „schützen“, indem sie sie bis zu einem bestimmten Datum der Liga melden. Die Expansion Teams dürfen sich nun „ungeschützte“ Spieler für ihre Mannschaft aussuchen. Dies erfolgt ähnlich dem Entry Draft. Es gibt eine Begrenzung, wie viele Spieler man von einem Team verpflichten darf. Die Teams, die durch den Expansion Draft Spieler verlieren, erhalten von den Expansion Teams Entschädigungen, beispielsweise in Form von zukünftigen Draftpicks.
Ein ähnlicher Prozess findet statt, wenn ein Franchise aufgelöst wird und dessen Spieler auf die verbleibenden Teams aufgeteilt werden. Diesen Prozess nennt man Dispersal Draft.

## Expansion Drafts

### American Football
- NFL Expansion Draft 1960
- NFL Expansion Draft 1961
- NFL Expansion Draft 1966
- NFL Expansion Draft 1967
- NFL Expansion Draft 1976
- NFL Expansion Draft 1995
- NFL Expansion Draft 1999
- NFL Expansion Draft 2002

### Baseball
- MLB Expansion Draft 1960
- MLB Expansion Draft 1961
- MLB Expansion Draft 1968
- MLB Expansion Draft 1976
- MLB Expansion Draft 1992
- MLB Expansion Draft 1997

### Basketball
NBA
- NBA Expansion Draft 1961
- NBA Expansion Draft 1966
- NBA Expansion Draft 1967
- NBA Expansion Draft 1968
- NBA Expansion Draft 1970
- NBA Expansion Draft 1974
- NBA Expansion Draft 1980
- NBA Expansion Draft 1988
- NBA Expansion Draft 1989
- NBA Expansion Draft 1995
- NBA Expansion Draft 2004
- NBA Development League Expansion Draft 2006
- NBA Development League Expansion Draft 2007
- NBA Development League Expansion Draft 2008
- NBA Development League Expansion Draft 2009
- NBA Development League Expansion Draft 2010
- NBA Development League Expansion Draft 2013
- NBA Development League Expansion Draft 2014
- NBA Development League Expansion Draft 2015

WNBA
- WNBA Expansion Draft 1998
- WNBA Expansion Draft 1999
- WNBA Expansion Draft 2000
- WNBA Expansion Draft 2006
- WNBA Expansion Draft 2008
- WNBA Expansion Draft 2024

### Eishockey

#### NHL
- NHL Expansion Draft 1967
- NHL Expansion Draft 1970
- NHL Expansion Draft 1972
- NHL Expansion Draft 1974
- NHL Dispersal Draft 1978
- NHL Expansion Draft 1979
- NHL Dispersal und Expansion Draft 1991
- NHL Expansion Draft 1992
- NHL Expansion Draft 1993
- NHL Expansion Draft 1998
- NHL Expansion Draft 1999
- NHL Expansion Draft 2000
- NHL Expansion Draft 2017
- NHL Expansion Draft 2021

#### KHL
- KHL Expansion Draft 2013

### Fußball
- MLS Expansion Draft 1997
- MLS Expansion Draft 2004
- MLS Expansion Draft 2006
- MLS Expansion Draft 2007
- MLS Expansion Draft 2008
- MLS Expansion Draft 2009
- MLS Expansion Draft 2010
- MLS Expansion Draft 2011
- MLS Expansion Draft 2014